# Grandstar Cargo
Grandstar Cargo (кит.: 银河国际货运航空公司银河国际货运航空公司) — невелика вантажна авіакомпанія зі штаб-квартирою в Тяньцзіне (Китай), що працює в сфері регулярних та чартерних вантажних авіаперевезень між країнами Європи, Америки та Азії.

## Маршрутна мережа

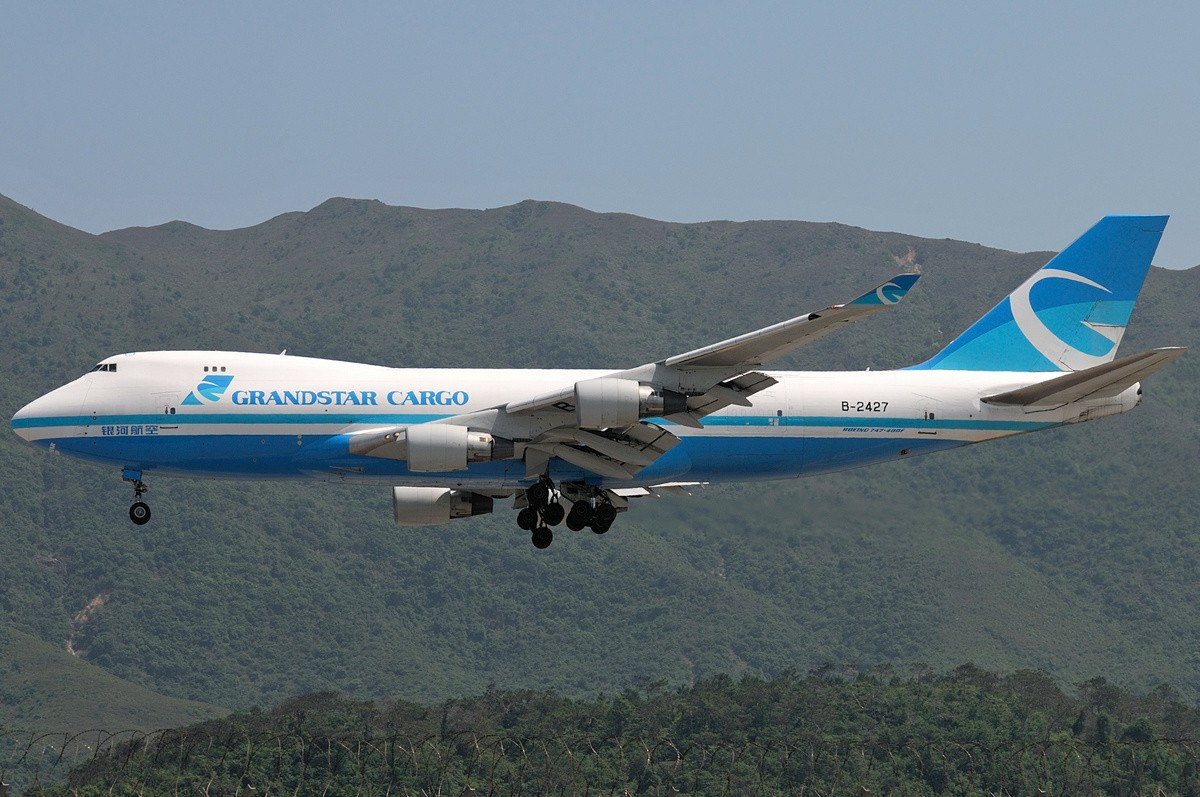
Посадка Boeing 747-4B5F-SCD авіакомпанії Grandstar Cargo (B-2427) в Міжнародному аеропорту Чеклапкок (Гонконг)

У лютому 2012 року Grandstar Cargo працювала на регулярних перевезеннях з франкфуртського аеропорту в Шанхай міжнародний аеропорт Пудун і Тяньцзінь, а також між Тяньцзінем і сеульским міжнародним аеропортом Інчхон.

## Флот
Станом на лютий 2012 року авіакомпанія Grandstar Cargo експлуатувала один літак Boeing 747-4B5F/SCD (реєстраційний номер B-2427), ще три лайнера знаходилися в стані замовлення.